# Ференци, Бени
Бени Ференци (венг. Béni Ferenczy; 18 июня 1890, Сентендре — 2 июня 1967, Будапешт) — венгерский скульптор и график. Сын художника Кароя Ференци и художницы Ольги Фиалки.

## Биография
Бени Ференци изучал искусство в Мюнхене, Флоренции и Париже у Бурделя и Архипенко. Приверженец левых взглядов, активно участвовал в деятельности Венгерской Советской Республики, был членом Директории по делам искусств и музеев. После падения ВСР был вынужден эмигрировать — в следующие годы он жил в городах Бая-Маре, Братислава, Ружомберок, Вена, Берлин, Потсдам и других.
С 1932 по 1935 годы жил в Москве, где познакомился со своей будущей женой венгеркой Эржи, которая стала впоследствии моделью для его многочисленных скульптурных и графических работ. Зрелый период его творчества пришёлся на время после возвращения из эмиграции в Германии и Советском Союзе, состоявшейся после аншлюса Австрии в 1938 году. После нацистского переворота в Венгрии и прихода к власти нилашистов Ференци с супругой занимались спасением евреев в Будапеште, за что Яд ва-Шем посмертно признал его Праведником народов мира.
После Второй мировой войны стал членом Совета по искусству под началом Золтана Кодая и в 1945-1950 годах преподавал в Венгерском университете изобразительных искусств. В 1947–1948 годах путешествовал по Швейцарии и Италии. В 1950-х годах жил исключительно за счёт иллюстрирования книг. После кровоизлияния в мозг в 1956 году остался парализован на правую сторону, и впредь мог работать только левой рукой.
Бени Ференци работал в кубистской и экспрессионистской манере. Получил также признание как график. Занимался иллюстрированием книг.
Эржи Ференци, умершая в возрасте 96 лет в 2000 году, приложила много усилий для популяризации творчества Кароя и Бени Ференци, основала в Сентендре музей семьи Ференци, Фонд семьи Ференци, а также написала мемуары о своём супруге.